# Национальная библиотека Анголы
Национальная библиотека Анголы (порт. Biblioteca Nacional de Angola) — публичная библиотека в Луанде, столице Анголы. Хранит обязательные экземпляры.

## История
Была основана в 27 декабря 1969 году указом № 49 448, когда Ангола ещё была португальской колонией.
В 2014 году Министерство культуры объявило о строительстве нового здания библиотеки в коммуне Луанды — Камаме.
В 2018 году библиотеку посетили почти 70 тысяч человек, что на 65 % больше, чем в 2013 году.

## Фонд
Самым старым хранимым изданием является «Diário do Governo República» с коллекцией копий 1872 года.
Первоначально фонд состоял из документов Национального музея естествознания Анголы, Института научных исследований Анголы и полного собрания Центральной библиотеки образования.